# Stefan Rehn
Jan Stefan Rehn (Estocolmo, 22 de setembro de 1966) é um ex-futebolista e treinador de futebol sueco que atuava como meio-campista. Atualmente está sem clube.

## Carreira
Após jogar na base do Sundbybergs IK, Rehn estreou profissionalmente em 1984, no Djurgården, sendo o artilheiro da equipe em 1987.
Em 1989, assinou com o Everton, que pagou 500 mil libras ao Djurgården. Sua estreia pelos Toffees foi em setembro do mesmo ano, na vitória por 1 a 0 sobre o Charlton Athletic. Ele jogaria apenas mais 5 partidas pela equipe de Liverpool, sendo considerado "leve demais" para o estilo de jogo no futebol inglês, retornando ao futebol sueco em janeiro de 1990 para defender o IFK Göteborg, onde venceria 5 edições do Campeonato Sueco e uma Copa da Suécia, em 1991. Jogaria ainda 5 temporadas pelo Lausanne Sport antes de regressar ao Djurgården em 2000. Rehn encerrou a carreira em novembro de 2002, aos 36 anos de idade, conquistando mais um Campeonato Sueco e outra Copa da Suécia; seu último jogo como profissional foi contra o Bordeaux, pela segunda fase de classificação da Copa da UEFA (atual Liga Europa), atuando os 90 minutos.

## Seleção Sueca
Com passagem pelas seleções de base da Seleção Sueca, Rehn estreou em janeiro de 1998, contra a Alemanha Ocidental, marcando também seu primeiro gol na vitória da equipe nórdica por 4 a 1. No mesmo ano, disputou 2 partidas nos Jogos Olínpicos de Seul.
Ele não chegou a participar das eliminatórias para a Copa do Mundo de 1990 (onde não foi convocado) e representou a Suécia na Eurocopa de 1992, disputada em seu país, mas não foi utilizado. Convocado para a Copa do Mundo de 1994, disputou apenas o jogo contra o Brasil, válido pela semifinal do torneio, entrando na vaga de Martin Dahlin aos 23 minutos do segundo tempo. Rehn atuou pela última vez com a camisa da Suécia em março de 1995, na derrota por 2 a 1 para a Turquia, pelas eliminatórias da Eurocopa de 1996. Em sua carreira internacional, o meia disputou 45 partidas e marcou 6 gols.

## Pós-aposentadoria
Após deixar os gramados, Rehn seguiu na comissão técnica do Djurgården como auxiliar-técnico entre 2003 e 2006. Seu primeiro trabalho como treinador foi no IFK Göteborg, onde trabalhou entre 2007 e 2010 e continuou no clube como assistente. 
Comandou ainda Jitex BK, Kopparbergs/Göteborg FC (ambos no futebol feminino) e Utsiktens BK, seu último clube na carreira de treinador, entre 2018 e 2019
.

## Estatísticas

### Clubes
| Clube          | Temporada | Liga             | Liga  | Liga | Copa nacional | Copa nacional | Copa da Liga | Copa da Liga | Europa | Europa | Outros | Outros | Total | Total |
| Clube          | Temporada | Divisão          | Jogos | Gols | Jogos         | Gols          | Jogos        | Gols         | Jogos  | Gols   | Jogos  | Gols   | Jogos | Gols  |
| -------------- | --------- | ---------------- | ----- | ---- | ------------- | ------------- | ------------ | ------------ | ------ | ------ | ------ | ------ | ----- | ----- |
| Djurgården     | 1984      | Division 2 Norra | 14    | 3    |               |               | –            | –            |        |        |        |        | 14    | 3     |
| Djurgården     | 1985      | Division 2 Norra | 25    | 10   |               |               | –            | –            |        |        |        |        | 25    | 10    |
| Djurgården     | 1986      | Allsvenskan      | 22    | 6    |               |               | –            | –            |        |        |        |        | 22    | 6     |
| Djurgården     | 1987      | Division 1 Norra | 26    | 15   |               |               | –            | –            |        |        |        |        | 26    | 15    |
| Djurgården     | 1988      | Allsvenskan      | 20    | 8    |               |               | –            | –            |        |        | 4      | 0      | 24    | 8     |
| Djurgården     | 1989      | Allsvenskan      | 12    | 1    | 3             | 1             | –            | –            |        |        |        |        | 15    | 2     |
| Djurgården     | Total     | Total            | 119   | 43   | 3             | 1             | –            | –            | 0      | 0      | 4      | 0      | 126   | 44    |
| Everton        | 1989–90   | First Division   | 4     | 0    |               |               |              |              |        |        |        |        | 4     | 0     |
| IFK Göteborg   | 1990      | Allsvenskan      | 20    | 6    |               |               | –            | –            |        |        |        |        | 20    | 6     |
| IFK Göteborg   | 1991      | Allsvenskan      | 18    | 1    |               |               | –            | –            | 3      | 0      | 9      | 0      | 30    | 1     |
| IFK Göteborg   | 1992      | Allsvenskan      | 28    | 9    |               |               | –            | –            | 6      | 0      |        |        | 34    | 9     |
| IFK Göteborg   | 1993      | Allsvenskan      | 24    | 6    |               |               | –            | –            | 4      | 0      |        |        | 28    | 6     |
| IFK Göteborg   | 1994      | Allsvenskan      | 24    | 2    |               |               | –            | –            | 6      | 2      |        |        | 30    | 4     |
| IFK Göteborg   | 1995      | Allsvenskan      | 11    | 2    |               |               | –            | –            | 2      | 0      |        |        | 13    | 2     |
| IFK Göteborg   | Total     | Total            | 134   | 26   | 0             | 0             | –            | –            | 21     | 2      | 9      | 0      | 164   | 28    |
| Lausanne Sport | 1995–96   | Nationalliga A   | 36    | 9    |               |               | –            | –            |        |        |        |        | 36    | 9     |
| Lausanne Sport | 1996–97   | Nationalliga A   | 34    | 9    |               |               | –            | –            |        |        |        |        | 34    | 9     |
| Lausanne Sport | 1997–98   | Nationalliga A   | 35    | 3    |               |               | –            | –            |        |        |        |        | 35    | 3     |
| Lausanne Sport | 1998–99   | Nationalliga A   | 32    | 4    |               |               | –            | –            | 2      | 1      |        |        | 34    | 5     |
| Lausanne Sport | 1999–2000 | Nationalliga A   | 35    | 8    |               |               | –            | –            | 2      | 0      |        |        | 37    | 8     |
| Lausanne Sport | Total     | Total            | 172   | 33   | 0             | 0             | –            | –            | 4      | 1      | 0      | 0      | 176   | 34    |
| Djurgårdens IF | 2000      | Superettan       | 18    | 3    | 3             | 1             | –            | –            |        |        |        |        | 21    | 4     |
| Djurgårdens IF | 2001      | Allsvenskan      | 25    | 1    | 2             | 0             | –            | –            |        |        |        |        | 27    | 1     |
| Djurgårdens IF | 2002      | Allsvenskan      | 24    | 2    | 6             | 1             | –            | –            | 6      | 0      |        |        | 36    | 3     |
| Djurgårdens IF | Total     | Total            | 67    | 6    | 11            | 2             | –            | –            | 6      | 0      | 0      | 0      | 84    | 8     |
| Total          | Total     | Total            | 496   | 108  | 14            | 3             | 0            | 0            | 31     | 3      | 13     | 0      | 545   | 114   |

### International
| Seleção | Ano   | Jogos | Gols |
| ------- | ----- | ----- | ---- |
| Suécia  | 1988  | 4     | 1    |
| Suécia  | 1989  | 1     | 1    |
| Suécia  | 1990  | 7     | 2    |
| Suécia  | 1991  | 8     | 1    |
| Suécia  | 1992  | 7     | 0    |
| Suécia  | 1993  | 7     | 1    |
| Suécia  | 1994  | 9     | 0    |
| Suécia  | 1995  | 2     | 0    |
| Total   | Total | 45    | 6    |

## Títulos

### Como jogador
Djurgården
- Campeonato Sueco:[9] 2002
- Copa da Suécia: 2002
- Superettan: 2000
- Division 1 Norra: 1987
- Division 2 Norra: 1985

IFK Göteborg
- Campeonato Sueco: 1990, 1991, 1993, 1994, 1995
- Copa da Suécia: 1991

### Prêmios individuais
- Artilheiro da Division 1 Norra: 1987 (15 gols)
- Kristallkulan: 1991, 1993
- Jogador do Ano pela Axpo: 1998
- Årets Järnkamin: 2001

### Como treinador
IFK Göteborg
- Campeonato Sueco: 2007
- Copa da Suécia: 2008
- Supercopa da Suécia: 2008

### Prêmios individuais
- Treinador Sueco do Ano: 2007